# Alsodes igneus
Alsodes igneus là một loài ếch thuộc họ Leptodactylidae. Đây là loài đặc hữu của Chile. Môi trường sống tự nhiên của chúng là rừng ôn đới và sông ngòi.